# Paweł Sarna (kajakarz)
Paweł Sarna (ur. 12 czerwca 1984 w Nowym Sączu) – polski kajakarz górski, olimpijczyk z Pekinu 2008, zawodnik Startu Nowy Sącz i Krakowskiego Klubu Kajakowego.
Pierwsze sukcesy na arenie międzynarodowej zaczął odnośić jako junior zdobywając w roku 2001 na mistrzostwach Europy juniorów srebrny medal w konkurencji C-2x3 slalom drużynowo. W roku 2002 podczas mistrzostw świata juniorów, które odbyły się w Wietrznicach zdobył dwa srebrne medale: indywidualnie w C-2 slalom i drużynowo w konkurencji C-2x3 slalom.
Na mistrzostwach Europy do lat 23 zdobył w:
- 2004 w Krakowie
  - złoty medal w konkurencji C-2x3 slalom drużynowo
- 2005 w Krakowie
  - złoty medal w konkurencji C-2x3 slalom drużynowo
- 2007 w Krakowie
  - złoty medal w konkurencji C-2x3 slalom drużynowo
  - srebrny medal w konkurencji c-2 slalom

Wielokrotny medalista mistrzostw Polski w kajakarstwie górskim:
- złoty w:
  - konkurencji C-2 slalom w latach 2004, 2007
  - konkurencji C-2x3 slalom drużynowo w roku 2004
  - konkurencji C-2 zjazd w latach 2006–2008
  - w konkurencji C-2x3 zjazd drużynowo w latach 2003–2004, 2007–2008, 2010
- srebrny w:
  - konkurencji C-2 slalom w latach 2002–2003, 2006
  - w konkurencji C-2 zjazd w roku 2003

Uczestnik igrzysk olimpijskich w
- 2004 roku w konkurencji C-2 slalom w której zajął 10. miejsce
- 2008 roku w konkurencji C-2 slalom w której odpadł w półfinale